# NGC 6851
NGC 6851 is een elliptisch sterrenstelsel in het sterrenbeeld Telescoop. Het hemelobject werd op 5 september 1836 ontdekt door de Britse astronoom John Herschel.

## Synoniemen
- ESO 233-21
- PGC 64044